# المهدي الخالصي
المهدي الخالصي ملاكم مغربي، ولد في 6 يونيو 1986 بمكناس، متخصص في صنف الوسط (أقل من 69 كلغ).

## سيرته الرياضية
- أهم إنجاز للخالصي هو ظفره بالميدالية الفضية في وزن الوسط (أقل من 69 كلغ) في دورة الألعاب المتوسطية 2009 التي أقيمت في بسكارا الإيطالية.

## مشاركته في الأولمبياد
2008

أقصي في الدور التمهيدي لمنافسات الملاكمة في دورة بكين بعد هزيمته أمام الأوزبكي ديلشود محمودوف ب 11 نقطة مقابل 3.

2012

تأهل للمشاركة في الألعاب الأولمبية الصيفية 2012 بلندن بعد اجتيازه الدور الإقصائي الأفريقي الذي أجري في الدارالبيضاء بالمغرب.

النتائج:
| الملاكم        | الحدث              | دور ال 16                  | ربع النهائي      | نصف النهائي      | النهائي          | النهائي          |
| الملاكم        | الحدث              | المنافس نتيجة              | المنافس نتيجة    | المنافس نتيجة    | المنافس نتيجة    | رتبة             |
| -------------- | ------------------ | -------------------------- | ---------------- | ---------------- | ---------------- | ---------------- |
| المهدي الخالصي | وزن أقل من 69 كلغ. | سوزوكي اليابان خسر 14 - 13 | أقصي من دور ال16 | أقصي من دور ال16 | أقصي من دور ال16 | أقصي من دور ال16 |

## روابط خارجية
- المهدي الخالصي على موقع بوكس ريك (الإنجليزية) (registration required)
- المهدي الخالصي على موقع اللجنة الأولمبية الدولية (الإنجليزية)
- المهدي الخالصي على موقع أوليمبيديا (الإنجليزية)